# Coqueta (moda)

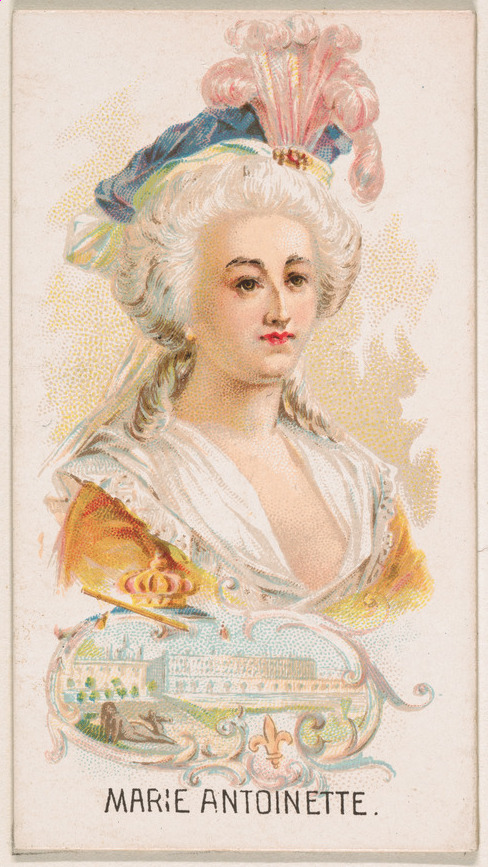
La reina Maria Antonieta, inspiració d'aquesta estètica.

L'estètica coqueta és una tendència de moda que exalça la feminitat mitjançant l'ús de roba amb estils tendres, randes, bruses, colors pastel i llaços.

## Història
La paraula ve del francès coquette i l'inici d'aquesta estètica es va originar a TikTok cap al 2022. Aquesta estil es pot entendre com una reminiscència de la infància i com la manifestació que les dones fortes també es poden veure femenines, delicades i innocents, allunyant-se de l'estereotip previ que l'apoderament femení està lligat a la masculinització. Alhora, l'estètica coqueta busca defensar la feminitat sense sexualitzar-la. Es tracta de celebrar totes les coses que abans eren motiu de burla o que eren demonitzades. Així com va passar a l'època posterior a la Revolució Francesa, quan la societat va condemnar el maximalisme i l'exaltació del femení de la roba de Maria Antonieta per a passar a siluetes més properes a la moda masculina, passa el mateix amb l'estètica coqueta, que s'allunya del power suit de la dècada del 1980 i les estètiques més noves de l'oversize, el tomboy core i el militar core.
L'estètica coqueta s'acosta al balletcore, el cottagecore i el princesscore, però no s'ha de confondre amb aquestes, tot i que totes comparteix la hiperfeminitat.
S'ha criticat l'estil coqueta per reproduir rols de gènere nocius per a les dones i perquè convoquen sobretot a la «mirada masculina». De la mateixa manera, es considera que les imatges d'internet relacionades amb aquesta estètica apel·len sempre a dones primes i de pell clara, cosa que exclou dones amb característiques menys hegemòniques. Fins i tot hi ha qui pensa que aquest tipus de vestimenta pot resultar suggerent per a pedòfils. Davant d'aquestes crítiques, altres postures afirmen que l'ús de monyos, puntes i roba de color rosa no hauria de suposar una revictimització per a les dones i que aquesta estètica no és la responsable de les agressions masclistes. Igualment, hi ha qui observa que aquesta estètica es pot entendre des d'una interpretació disruptiva no heteronormativa.

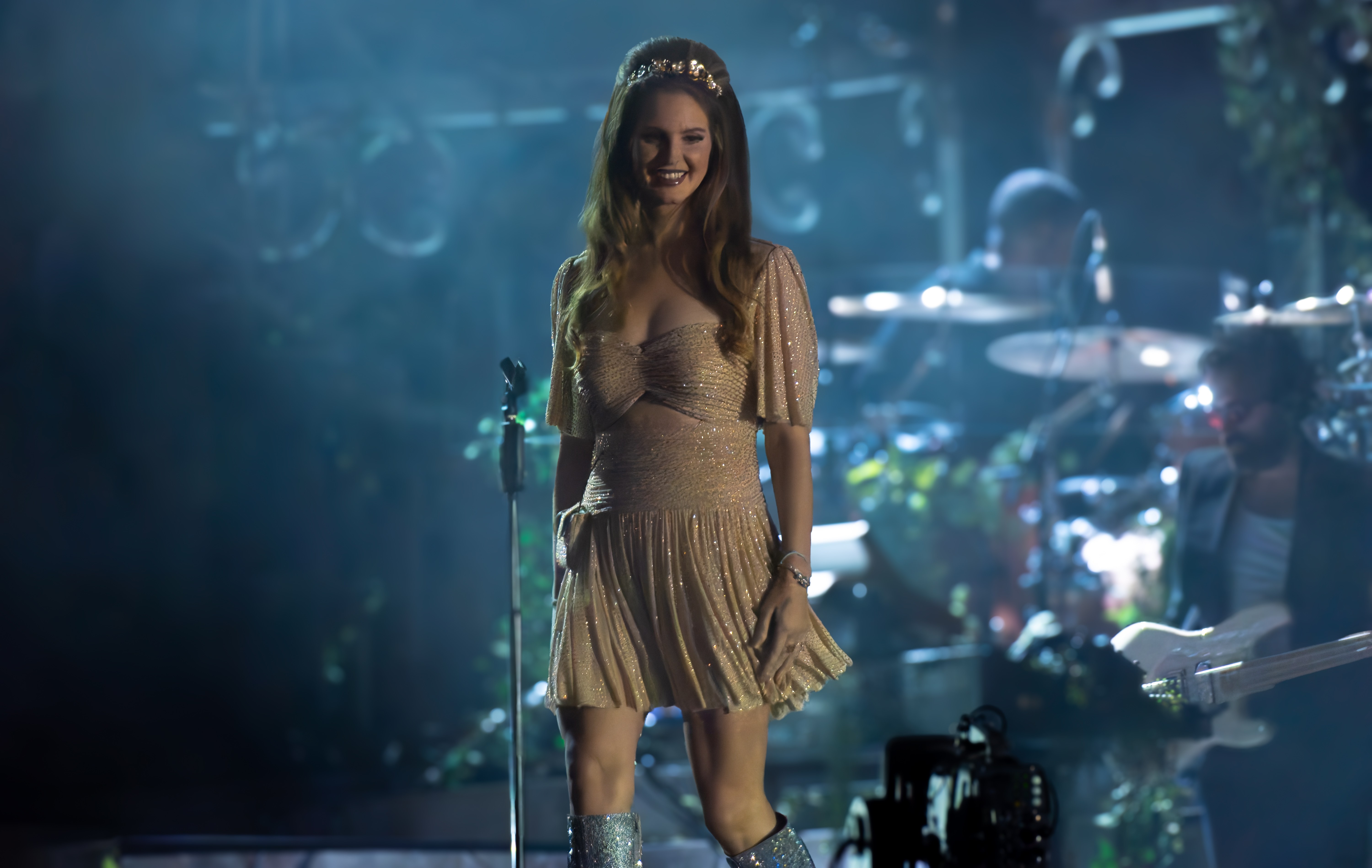
Lana del Rey al Primavera Sound (2024)

Entre els referents artístics de l'estil coqueta poden citar-se les novel·les Jane Austen i Les germanes Brönte, Lolita de Vladímir Nabókov, la pel·lícula Maria Antonieta de Sofia Coppola i Barbie. Així mateix, són evidents les inspiracions en l'època victoriana i el Rococó. També es considera la cantant estatunidenca Lana Del Rey com una icona d'aquesta estètica.